# Viola tridentata
Viola tridentata är en violväxtart som beskrevs av James Edward Smith. Viola tridentata ingår i släktet violer, och familjen violväxter. Inga underarter finns listade i Catalogue of Life.